# خوذيات
الخوذيات أو اليلبيات (الاسم العلمي: Cassidae)، فصيلة حيوانات بحرية من الرخويات بطنيات القدم ورتبة ونكيات الشكل.
انواعه نحو 60. من أجناسها الخودية.

## معرض صور

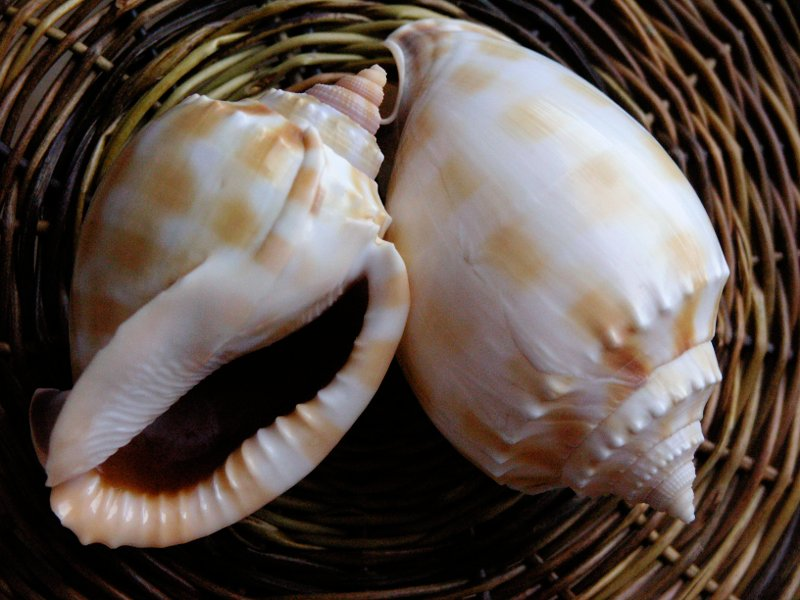
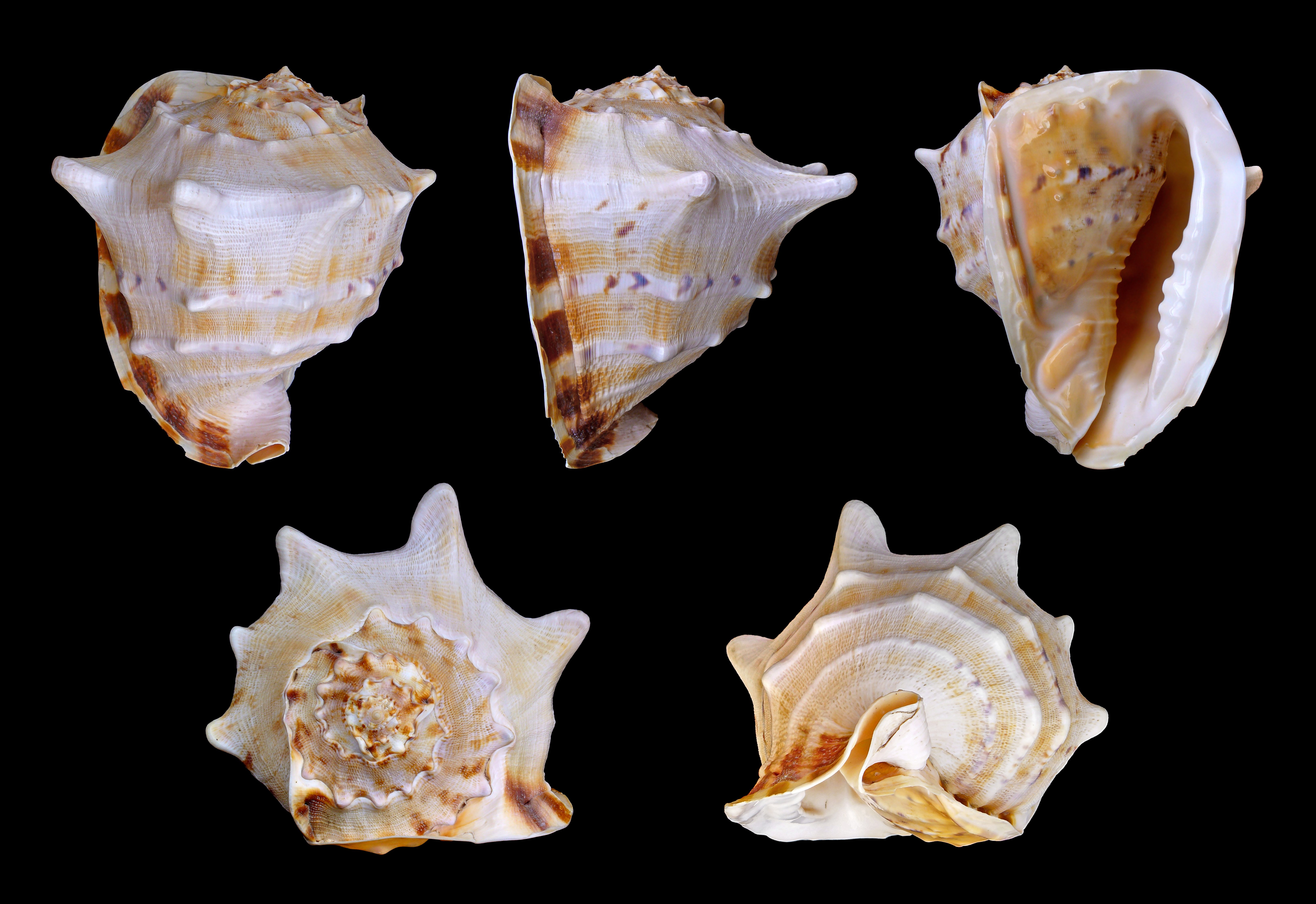
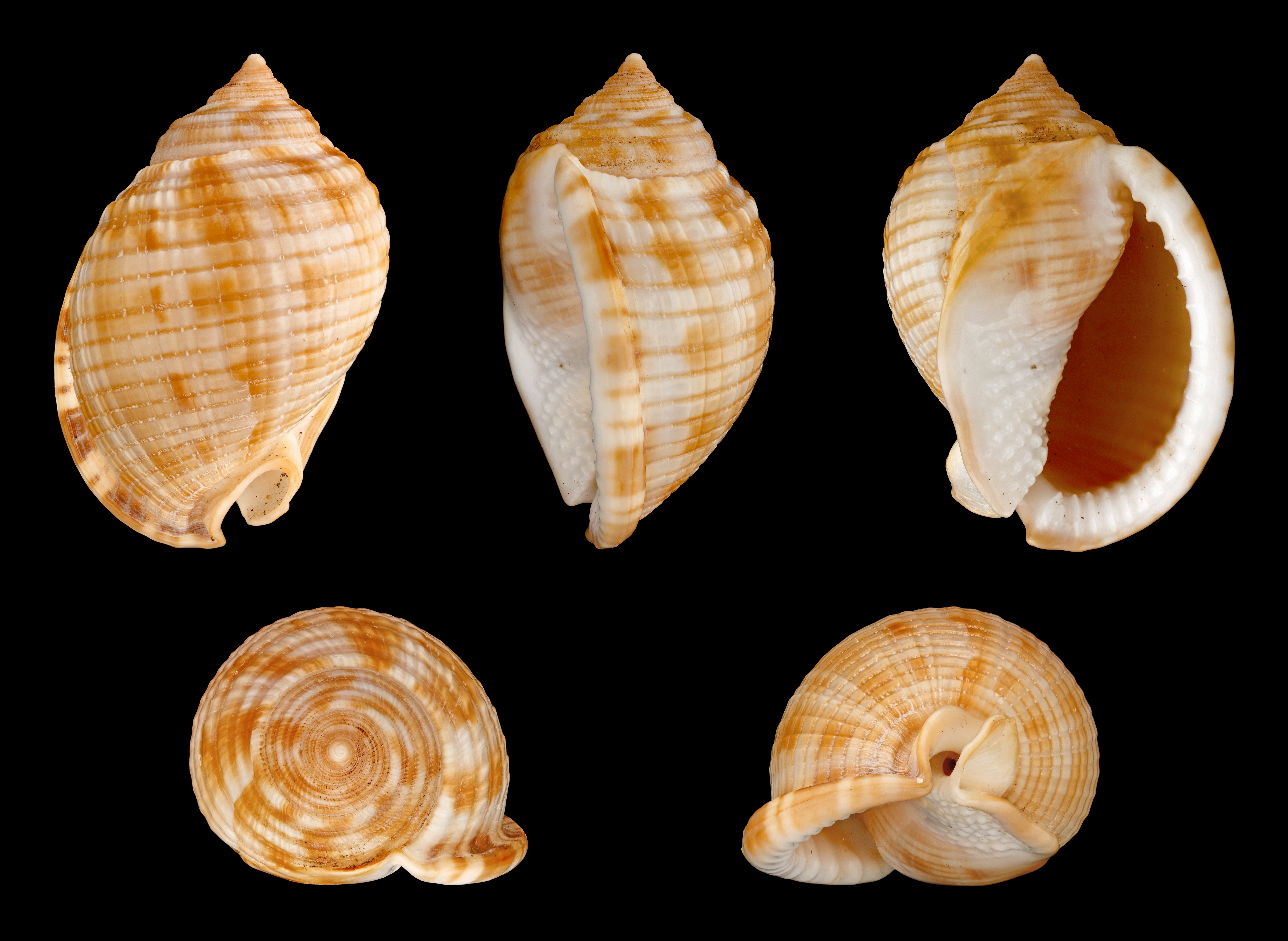
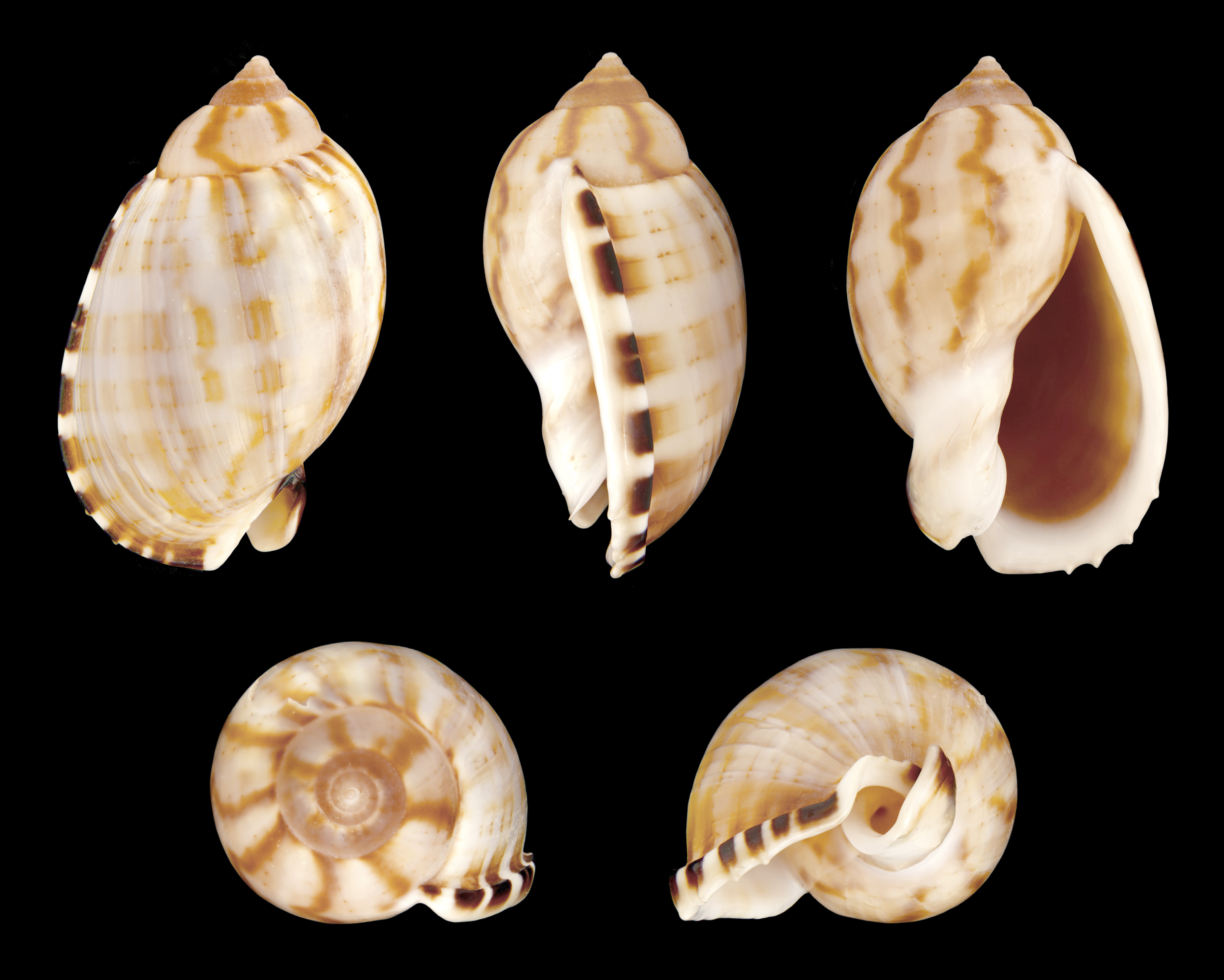
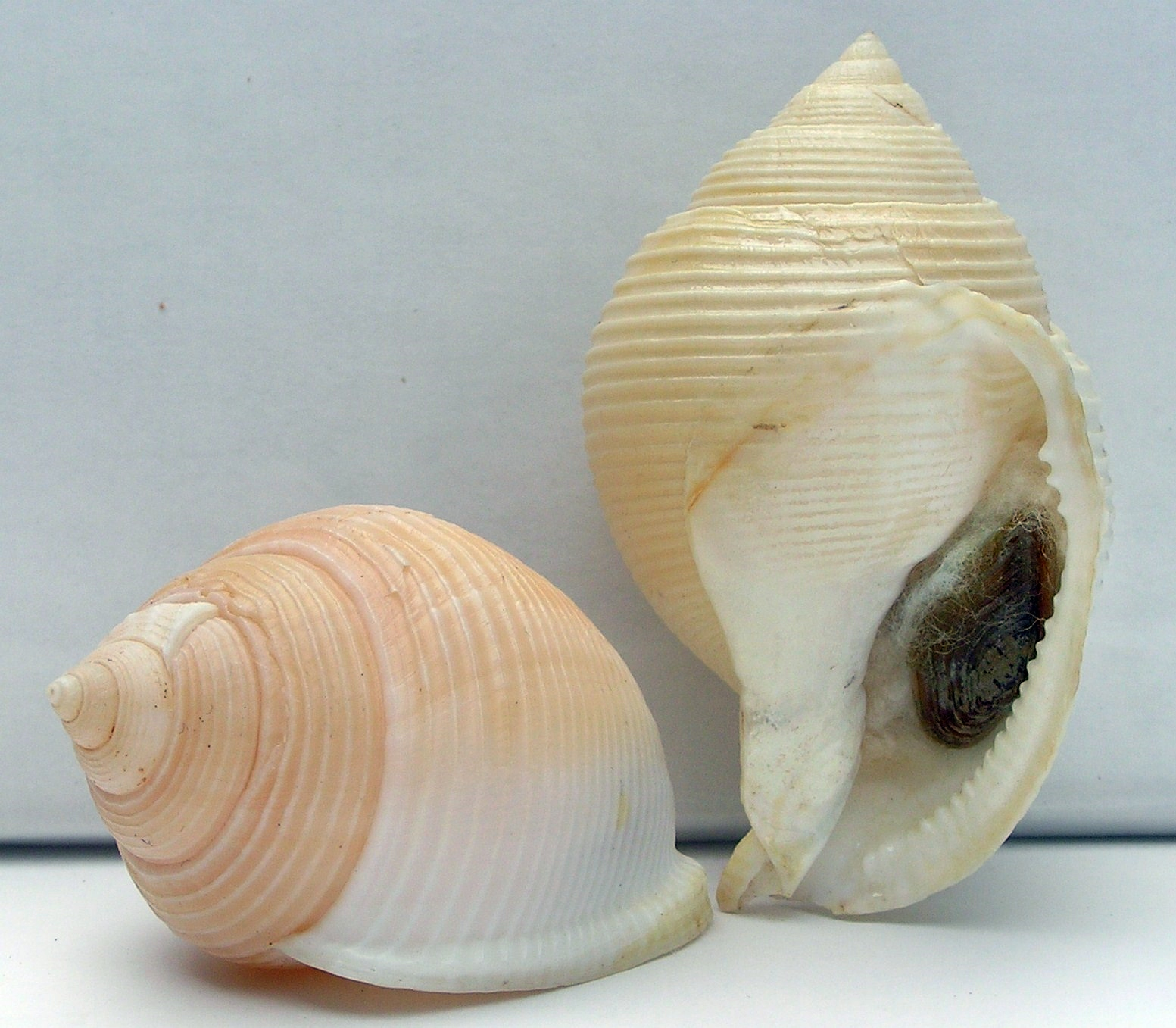
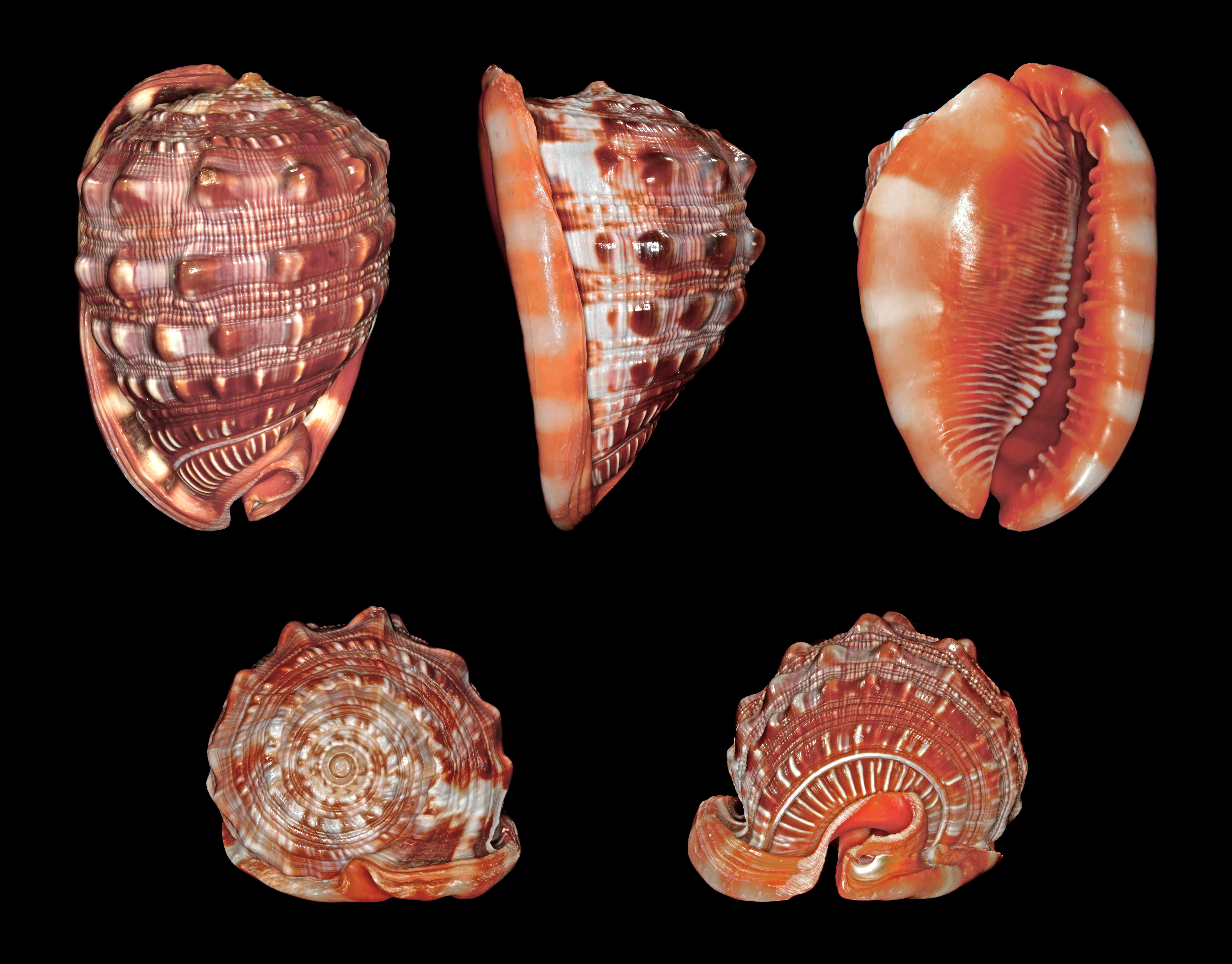